# Semiothisa contrasta
Semiothisa contrasta là một loài bướm đêm trong họ Geometridae.